# Oana Mujea
Oana Mujea, née le 20 mai 1981 à Ștefănești, est une journaliste et femme de lettres roumaine, scénariste et auteure de romans policiers, thrillers et fantasy.

## Biographie
Née le 20 mai 1981 à Ștefănești, Oana Mujea suit toute sa scolarité à Pitești où elle décroche un baccalauréat options mathématiques-physique en 2000. Elle intègre ensuite la faculté d’électronique et d’électrotechnique de Piteşti, avant de se tourner vers le journalisme à partir de 2005. Cette même année, elle entame sa carrière d'écrivain et publie son premier roman de fantasy intitulé Stăpânul: Răpirea Zeilor. À la suite de sa rencontre avec George Arion en 2008, elle se lance dans l’écriture de polars avec le roman Indicii anatomice. Ce premier polar rencontra dès sa sortie un excellent accueil et son tirage fut épuisé en trois mois.
Elle est aujourd’hui l’auteure de plus d'une dizaine de romans, dont un appartenant à la littérature d'enfance et de jeunesse, et de nombreuses nouvelles.
En 2011, son roman policier Indicii anatomice a été traduit en anglais et publié aux éditions Profusion de Londres, sous le titre Anatomical clues. 
En 2015, ce même roman apparaît dans la revue littéraire Dacia literară, parmi les romans policiers roumains de référence publiés au cours des vingt-cinq dernières années.

## Œuvres

### Romans policiers et thrillers
- 2008 : Indicii anatomice, éditions Crime Scene Publishing
- 2010 : Parfumul Văduvei Negre, éditions Crime Scene Publishing
- 2010 : Crime perfecte. Dincolo de oglindă, éditions Tritonic
- 2011 : Sărutul Morţii, éditions Tritonic
- 2011 : Bunny detectiv (livre pour enfants), éditions Caii Verzi[8]
- 2012 : Greșelile trecutului, éditions Crime Scene Publishing
- 2015 : Jucătorul, éditions Crime Scene Press

### Romans de fantasy
- 2005 : Trilogia Stăpânul: Răpirea Zeilor, éditions NapocaStar, Cluj-Napoca
- 2005 : Șarama, éditions Mihai Eminescu
- 2007 : Colecționarul de vise, éditions InfoData, Cluj-Napoca
- 2008 : Războiul Reginelor (vol. I, série des Dynasties), éditions Tritonic
- 2008 : Războiul Reginelor (vol. II, série des Dynasties), éditions Tritonic
- 2009 : Regina elfă (vol. III, série des Dynasties), éditions Tritonic[9]
- 2010 : Regina arkudă și amuletele puterii (vol. IV, série des Dynasties), éditions Tritonic

### Nouvelles
- Cacealmaua, publiée le 9 octobre 2013, avec le quotidien Evenimentul Zilei[10]
- Alibiul perfect, publiée le 23 octobre 2013, avec le quotidien Evenimentul Zilei[11]
- Labirintul mortii, publiée le 6 novembre 2013, avec le quotidien Evenimentul Zilei[12]
- Crima in direct, publiée le 20 novembre 2013, avec le quotidien Evenimentul Zilei[13]
- Lista neagra, publiée le 4 décembre 2013, avec le quotidien Evenimentul Zilei[14]
- Jurnalul unui asasin, publiée le 17 décembre 2013, avec le quotidien Evenimentul Zilei[15]

## Source de la traduction
- (ro) Cet article est partiellement ou en totalité issu de l’article de Wikipédia en roumain intitulé « Oana Stoica-Mujea » (voir la liste des auteurs).